# Aprion niebieski
Aprion niebieski (Aprion virescens) – gatunek morskiej ryby okoniokształtnej z rodziny lucjanowatych (Lutjanidae), jedyny przedstawiciel rodzaju Aprion. Poławiany jako ryba konsumpcyjna.
Występuje w Indopacyfiku, od wschodnich wybrzeży Afryki po Japonię, Hawaje i Australię. Zasiedla rejony raf koralowych na głębokościach 0–180 m p.p.m.
Osiąga przeciętnie 90 cm, maksymalnie do 112 cm długości i 15 kg masy ciała. Żywi się głównie rybami. Ciało dużych osobników może zawierać ciguatoksyny wywołujące ciguaterę.